# Woman's World (chanson de Katy Perry)
Pour les articles homonymes, voir Woman's World.
Albums de Katy Perry
Smile
(2020)
Singles de Katy Perry
When I'm Gone (en)
(2021) Lifetimes
(2024)
Clip vidéo
[vidéo] « Woman’s World », sur YouTube
Woman's World (en français : « Un monde de femmes ») est une chanson de l’autrice-compositrice-interprète américaine Katy Perry. Co-écrite par cette dernière, en compagnie de Łukasz Gottwald, Aaron Joseph, Rocco Valdes, Chloe Angelides et de Vaughn Oliver, elle sort le 11 juillet 2024 en tant que premier extrait préfigurant sur son sixième album studio, 143, commercialisé et distribué par le label Capitol. Basée sur un rythme dansant influencé par les genres musicaux pop et électronique, Woman's World est composé à partir d’un tempo similaire aux précédents singles de l’artiste, tout en incorporant une structure musicale classique ponctuée par des couplets et un refrain. Sur le plan textuel, la chanson aborde un thème vecteur porté par le mouvement féministe et s’inspirant majoritairement du concept d’autonomisation de soi.
La plupart des critiques musicales accordent à Woman’s World des évaluations mitigées, certaines ont loué son rythme énergique et son timbre dance organique, tandis que d’autres ont blâmé la faible qualité de son champ lyrique. Le clip vidéo qui l’accompagne est dirigé par la photographe britannique Charlotte Rutherford et fait sa première le même jour que le single.

## Genèse
Entre la période estivale et hivernale de l’année 2023, soit deux ans après la parution de sa dernière chanson, When I'm Gone (en), il est annoncé à plusieurs reprises que Katy Perry fera prochainement son retour sur la scène musicale,. L’artiste confirmera les rumeurs de façon plus explicite lors du dernier concert de son spectacle en résidence, intitulé Play, avec l’apparition du message « see ya next year… » sur un grand écran en fin de représentation,. En février 2024, elle déclare vouloir quitter son poste de jurée dans l’émission télévisée American Idol, position qu’elle occupait depuis près de six ans, afin de pouvoir se concentrer davantage sur son futur projet musical,. Le mois suivant, alors qu’elle s’apprête à remettre un prix lors de la cérémonie Women in Music (en) tenue par Billboard, elle proclame un discours d’encouragement et introduit subséquemment la formule prophétique :

« Dans le cadre présent, je peux dire sans me tromper que c’est un monde de femmes et qu’on est chanceux d’y vivre. »

Le 22 mai 2024, elle met brièvement à jour l’habillage de ses réseaux sociaux, partageant aussi un nouveau logotype : ses propres initiales en texture métallique sur fond orange,. Le 17 juin 2024, la chanteuse révèle finalement le titre du single, accompagné d’une date de sortie mondiale programmée pour le 11 juillet au format numérique sur la majorité des plateformes de distribution et au 12 juillet 2024 pour la retransmission de son clip vidéo,. Un CD emballé dans son boîtier en plastique, ainsi qu’un disque vinyle type maxi 45 tours, sont rendus disponible à la précommande sur la boutique en ligne de l’artiste, avec une date de livraison autorisée pour le 12 juillet également. En plus du mixage original, ce pressage inclut la version instrumentale du single.
Au cours de la même semaine, le magazine Rolling Stone indique que Łukasz Gottwald, mieux connu sous le nom de Dr. Luke, un ancien collaborateur régulier de la chanteuse, agira en tant que producteur sur Woman’s World, marquant ainsi leur premier travail en commun depuis Birthday (2014). Ce communiqué soulèvera une vague d’indignation de la part des critiques musicales et du grand public,, notamment en raison des accusations d’harcèlement sexuel faites à l’encontre de Luke au cours de la décennie précédente,,.

### Thème visuel
La pochette sélectionnée pour illustrer le morceau est dévoilée en même temps que sa date de sortie. Issue d’une séance photo initiée par le photographe britannique Jack Bridgland et mettant en scène un univers esthétique semblable à celui d’artistes tels que Charli XCX, Björk, ou encore Arca,, elle présente la chanteuse vêtue d’un soutien-gorge blanc en tricot et d’un bas de bikini assorti, se tenant au-dessus d’une galaxie aux « couleurs prismatiques ». Elle arbore également une silhouette à mi-chemin entre la « femme bionique et l’animal », ceci étant dû à la présence de jambes d’armure volumineuses conçues par le graphiste français Victor Clavelly, au moyen de l’impression 3D,.

## Écriture et inspiration
Co-écrit initialement par Łukasz Gottwald, Aaron Joseph, Rocco Valdes (en), Chloe Angelides (en) et Vaughn Oliver (en) durant les sessions d’enregistrement dédiées au premier album studio de Kim Petras, Woman’s World est un titre chanté intégralement en anglais et longue d’une durée de deux minutes et quarante-trois secondes au total. Musicalement, il s’agit d’une pièce fondamentalement pop et influencée par le rock électronique, abritant par la même occasion un éventail de styles penchant entre autres vers la dance mais aussi la techno,. Côté technique, il se compose d’une mesure fréquente à quatre temps, d’un tempo modéré de 120 pulsations par minute et d’une tonalité portée sur une clef en ré majeur. Sa structure est fondée sur un modèle classique avec deux couplets singuliers et un refrain. Par ailleurs, ce dernier s’appuie sur une cadence frénétique évoquant presque celle de la chanson We Are Family (1979) des Sister Sledge. Les couplets sont délivrés comme une transition parlée-chantée, suivi par les pré-refrains qui laissent eux-mêmes place à une chute musicale cadencée. Enfin, une infime partie de son fond mélodique lors du passage vers le refrain se compose d’une interpolation provenant de la chanson I Will Survive (1978) de Gloria Gaynor.
| |  |  |
| Les paroles de Woman’s World comparent les femmes à des super-héroïnes et à des divinités. À titre d’exemple : Wonder Woman (à gauche) et Aphrodite (à droite). |  |  |

Le sujet d’inspiration derrière les paroles gravite autour de l’émancipation féminine, et l’autonomisation de soi. Le refrain du morceau (« It’s a woman’s world and you’re lucky to be living in it ») sert d’hymne à la célébration des femmes et renvoie à une portion du discours énoncé par Katy Perry lors de la cérémonie de récompenses Billboard Women in Music en mars 2024. Les couplets donnent le ton en soulignant diverses qualités trouvables chez une femme, introduisant ainsi une nature multi-facette propre à leur personne : les dépeignant à la fois comme des êtres intellectuellement et émotionnellement puissantes (« Sexy, confident / So intelligent / She is heaven-sent / So soft, so strong »), voire même passionnées et sacrées (« Fire in her eyes / Feminine divine / She was born to shine / To shine, to shine »). Ensuite, le pré-refrain fonctionne comme un rappel de l’impact omniprésent des femmes et de leur reconnaissance dans la société moderne, par le biais d’attributs généralement associés à des capacités extraordinaires (« She’s a winner / Champion / Superhuman / Number one ») ou à des rôles versatiles (« She’s a sister / She’s a mother »). À noter que les deux derniers cas mentionnés ont également des connotations sous-jacentes : « Number one » sert de référence aux nombreux records de ventes engendrés par Katy Perry à travers les années,, tandis que « Mother » fait à la fois écho à son propre statut de mère depuis la naissance de son premier enfant en 2020, mais également à un terme issu d’une sous-culture LGBTQ+ et largement popularisé sur Internet pour désigner une figure iconique,. En outre, la ligne « She’s a flower / She’s a thorn » issue du second pré-refrain est un parallèle récurrent à la discographie de Katy Perry, ayant déjà été conjuré dans Hey Hey Hey (2017).

## Promotion
À partir du 17 juin 2024, Katy Perry commence à partager de multiples extraits de la chanson sur les comptes de ses réseaux sociaux pour créer un sentiment d’anticipation. De plus, des séances d’écoute dédiées au single et à l’album sont organisées un peu partout dans le monde entier afin d’obtenir des avis et des réactions venant à la fois de journalistes et du grand public. Le 25 juin 2024, alors présente lors de la semaine de la mode à Paris, la chanteuse s’apprête d’une mini robe rouge faite sur-mesure par Balenciaga et couplée à une traîne longue de presque 200 m sur laquelle les paroles de Woman’s World sont inscrites en lettres capitales,. Le 2 juillet 2024, une série de publicités utilisant un extrait de la chanson est diffusée dans le cadre d’un partenariat avec la société japonaise Denon pour vendre un modèle d’écouteurs intra-auriculaires,. Le 12 juillet 2024, soit un jour après la sortie du morceau, Katy Perry donne un entretien radiophonique avec NRJ.

## Clip vidéo

### Développement
Le clip de Woman’s World est dirigé par la photographe britannique Charlotte Rutherford. Il est filmé en juin 2024, au sein d’un des nombreux plateaux de tournage externes des Studios Universal situés dans la banlieue de Los Angeles, en Californie. Le 25 juin 2024, lors d’une conférence en direct sur Instagram, Katy Perry révèle plusieurs informations sur le vidéoclip, dont l’incorporation de scènes dansantes et de multiples changements de tenues. Elle déclare :

« J’ai hâte que vous voyiez ce clip que nous avons juste tourné. Tout ce que je peux dire, c'est qu’il est comique, sarcastique et un peu effronté, comme moi. Il y a une vision très satirique des icônes de la pop, surtout au début. Et d’un seul coup, un retournement se produit et tout dérape. »

L’avant-première du projet était initialement organisée pour le 12 juillet 2024 mais sera finalement avancée d’une journée, avec une diffusion simultanée maintenue à 16 h (heure du Pacifique), comme annoncé dans une courte bande-annonce mise en ligne le 8 juillet 2024,. Celle-ci met en scène Katy Perry, arborant la même tenue que sur la pochette du single, dans le corps d’une poupée gonflable sans vie. Allongée par terre, elle se réveille en panique et souffle dans son pouce afin de se revitaliser,. Une seconde bande-annonce dépeignant la chanteuse grimée en Rosie la riveteuse et évoluant dans un chantier en construction est publiée le lendemain,. Pour terminer, une dernière bande-annonce est dévoilée quelques heures en amont de la sortie du clip et montre l’artiste conduisant un large véhicule 4x4 orange avant de pénétrer dans une maison.

### Scénario

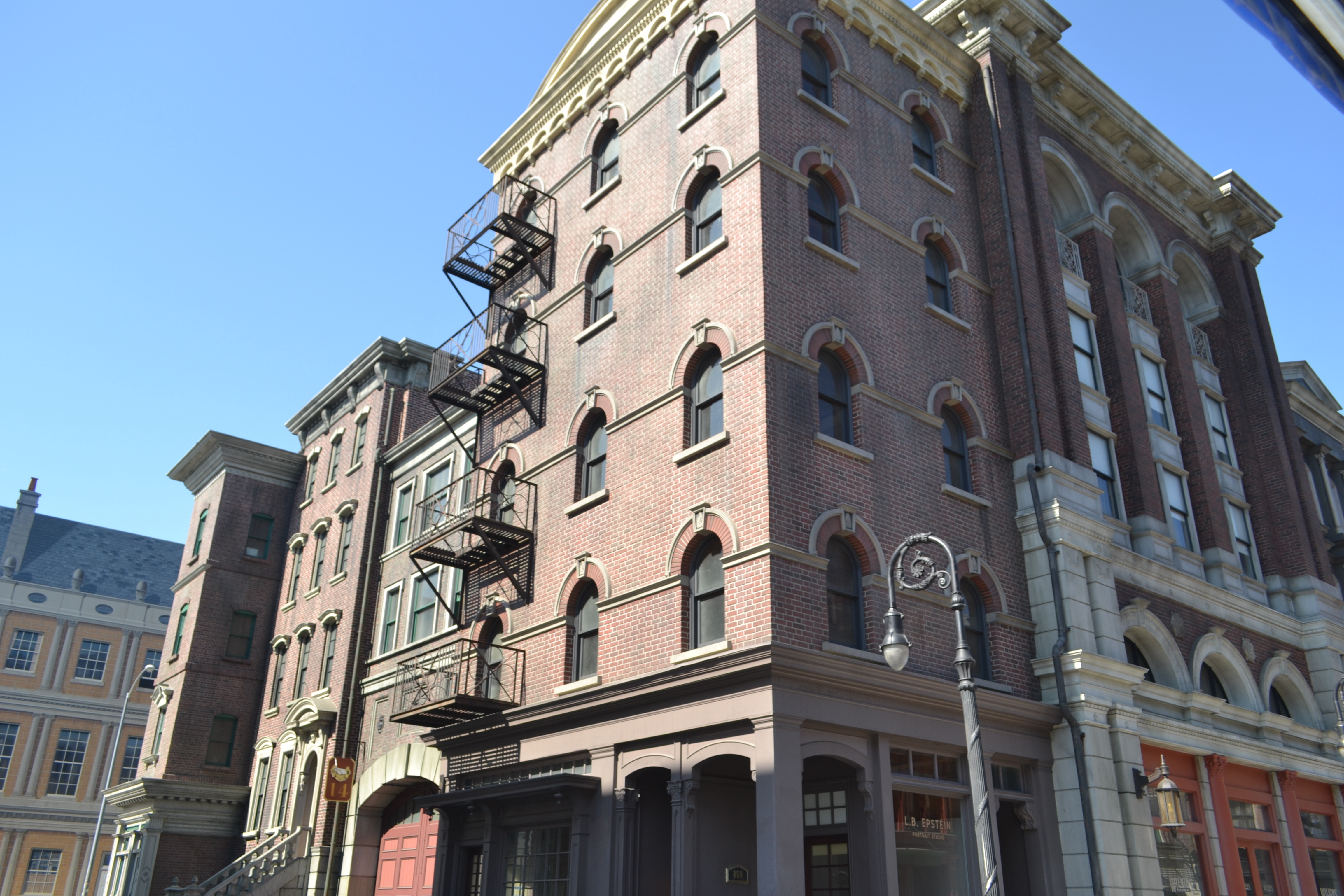
Les séquences extérieures du clip ont été tournées dans les Studios Universal en Californie.

Illustré par un style fondamentalement camp et un thème porté sur l’histoire du féminisme, le concept de la vidéo représente Katy Perry voyageant dans l’espace-temps afin de remplir une quête symbolique à travers les époques. Le premier chapitre de son aventure prend place au sein d’un chantier en construction dans les années 1940 et s’ouvre sur un plan avec Katy Perry et plusieurs femmes assises sur une poutre en suspension, référence directe à l’illustre photographie Lunch atop a Skyscraper (1932),. Dans cet univers centré sur le regard masculin, la chanteuse est affublée d’un soutien-gorge patriotique, d’un mini-short en jean et d’une panoplie d’outils stylisés avec des strass, tableau représentatif de l’imagerie attribuée au personnage de Rosie la riveteuse durant la même période historique. Elle est entourée par ses danseuses qui empoignent un vibromasseur rose, tout en effectuant une chorégraphie autour d’elle. Durant le même séquence, l’artiste fait également un placement de produit pour De Soi, sa propre marque de boisson désalcoolisée, lorsqu’elle tient dans sa main une cannette orange. Une enclume lui tombe alors dessus, créant une interruption durant laquelle intervient de courtes vidéos mettant en avant des femmes dans diverses situations, marquant ainsi le début du second chapitre. Navigant maintenant au travers d’une époque future, elle se réveille dans la peau d’une gynoïde, aplatie au sol puis regonflée par ses propres moyens. Elle se promène dans une rue citadine où l’anarchie règne jusqu’à atteindre une partie rurale. Étant à court de batterie après son voyage, elle plante dans sa cuisse une pompe à essence pour se recharger. La vidéaste Trisha Paytas (en) apparaît en train de tracter un large véhicule 4x4 orange avec une corde. Les deux femmes l’utiliseront pour se rendre jusqu’à une maison dans laquelle Katy Perry pénètre par effraction. Après avoir traversé un mur de verre conduisant à l’arrière-cour du pavillon, elle rejoint une jeune fille qui danse et enregistre une vidéo avec son téléphone intelligent posé sur un trépied en forme de symbole féminin (♀). La chanteuse s’empare du trépied et grimpe dans un hélicoptère immatriculé KP6143. En plein vol, la jeune fille lui demande à plusieurs reprises de révéler son identité, ce à quoi l’artiste scande fièrement : « je suis Katy Perry ! ».

## Liste des pistes et formats
- Format numérique

| 1. | Woman’s World | 2:43 |

- Format physique

| Disque compact ou vinyle | Disque compact ou vinyle              | Disque compact ou vinyle | Disque compact ou vinyle | Disque compact ou vinyle | Disque compact ou vinyle | Disque compact ou vinyle | Disque compact ou vinyle | Disque compact ou vinyle | Disque compact ou vinyle |
| No                       | Titre                                 | Durée                    |                          |                          |                          |                          |                          |                          |                          |
| ------------------------ | ------------------------------------- | ------------------------ | ------------------------ | ------------------------ | ------------------------ | ------------------------ | ------------------------ | ------------------------ | ------------------------ |
| 1.                       | Woman’s World                         | 2:43                     |                          |                          |                          |                          |                          |                          |                          |
| 2.                       | Woman’s World (version instrumentale) | 2:43                     |                          |                          |                          |                          |                          |                          |                          |
| 5:26                     |                                       |                          |                          |                          |                          |                          |                          |                          |                          |

## Crédits
| - Katy Perry – chant, composition - Łukasz Gottwald (Dr. Luke) – composition, production musicale, chœurs - Aaron Joseph – composition, production musicale - Rocco Valdes (en) (Rocco Did It Again!) – composition, production musicale - Chloe Angelides (en) – composition, chœurs - Vaughn Oliver (en) – composition, production - Kalani Thompson – production vocale, ingénierie sonore - Ryan Ogren (en) – production vocale - Clint Gibbs – ingénierie sonore | - Tyler Sheppard – ingénierie sonore - Grant Horton – assistant ingénierie sonore - Rachael Findlen – assistant ingénierie sonore - Serban Ghenea – mixage - Bryce Bordone – assistant mixage - Dale Becker – matriçage - Katie Harvey – assistant matriçage - Noah McCorkle – assistant matriçage - Chris Anokute (en) – coordination - Liz Isik – coordination, administration |

## Historique de sortie
| Territoire | Date            | Format                                  | Version                     | Label   | Source |
| ---------- | --------------- | --------------------------------------- | --------------------------- | ------- | ------ |
| Monde      | 11 juillet 2024 | - Téléchargement - écoute libre         | Originale                   | Capitol | ,      |
| Monde      | 12 juillet 2024 | - CD - disque vinyle                    | - Originale - Instrumentale | Capitol | ,      |
| Italie     | 12 juillet 2024 | Radiodiffusion                          | Originale                   | Capitol | [ 49 ] |
| États-Unis | 15 juillet 2024 | Radiodiffusion (Pop)                    | Originale                   | Capitol |        |
| États-Unis | 16 juillet 2024 | Radiodiffusion (Hot Adult Contemporary) | Originale                   | Capitol |        |